# Acacia robynsiana
Acacia robynsiana (tên tiếng Anh là Whip Stick Acacia) là một loài rau đậu thuộc họ Fabaceae. Loài này chỉ có ở Namibia.